# Aixovall
Aixovall é uma vila , localizada ao sul de Santa Coloma, em Andorra. A cidade é sede do Estádio Nacional de Futebol de Andorra, O Estadi Communal de Aixovall. 